# Villa Quién
Villa Quién es una ciudad ficticia creada por el autor Theodor Seuss Geisel, más conocido como el Dr. Seuss. Villa Quién apareció en los libros ¡Horton escucha a Quién! y ¡Cómo el Grinch robó la Navidad! Sin embargo, hubo diferencias significativas entre las dos versiones.

## Ubicación
La ubicación exacta de Villa Quién parece variar según el libro o los medios a los que se haga referencia. De acuerdo con el libro Horton escucha a Quién!, la ciudad de Villa Quién se encuentra dentro de una mota flotante de polvo que luego Horton el Elefante la coloca sobre una flor de trébol. En el libro ¡Cómo el Grinch se robo la Navidad!, la ubicación de Villa Quién nunca se menciona. Además, en el especial de televisión de 1977, Halloween Is Grinch Night, se agregan características geográficas adicionales a Villa Quién, como Punkers Pond. De nuevo, sin embargo, su ubicación más grande no se menciona, pero en ambas se puede suponer que Villa Quién todavía se encuentra dentro de su mota en el trébol.
En la década de 1970, el especial de televisión Horton escucha a Quién! así como la película animada por CGI de 2008 Dr. Seuss' Horton Hears a Who!, Villa Quién conserva su ubicación literaria dentro de una manchita en una flor de trébol. ¡El especial de televisión de 1966 ¡Cómo el Grinch se robo la Navidad! también se mantiene fiel a la literatura.
En la adaptación cinematográfica de acción en vivo del año 2000 ¡Cómo el Grinch se robo la Navidad!, de Universal Pictures e Imagine Entertainment, Villa Quién se encuentra dentro de un copo de nieve, al sur del monte. Crumpit dentro del montañoso Highrange of Pontoos, descrito en la introducción de la película. Todo lo cual se encuentra dentro de la estructura de cristal congelado de un copo de nieve, en lugar de en una flor de trébol.
Debido a que la ciudad de Villa Quién reside en una mota de polvo, es posible que Villa Quién sea propenso a movimientos, clima y actividad inesperadas, y de vez en cuando puede cambiar la ubicación. De hecho, este movimiento inesperado fue utilizado como un importante argumento en la película del 2008.

## Habitantes
Muchos personajes diferentes, conocidos como Quienes, viven dentro de una mota de polvo. Los Quienes son criaturas caprichosas, parecidas a animales, que viven en casas con forma de calabaza, conocidas por sus corazones cálidos y espíritus acogedores. Son humanoides peludos con hocicos caninos y doce dedos de los pies. En la película de acción real, el pelaje no estaba presente en los Quienes. Justo al norte de Villa Quién, en lo alto de una alta montaña, el Monte Crumpit, una criatura amarga que mora en las cuevas llamada el Grinch vive con su perro Max.
Cindy Lou Quién es una niña generosa que fue presentada en el libro ¡Cómo el Grinch se robo la Navidad! En la película de acción en vivo de 2000, El Grinch, ella es interpretada por la actriz Taylor Momsen.
El Grinch es un hombre ficticio de color verde con una cara de gato y personalidad cínica. Vive aislado en el monte Crumpet con su perro Max. El Grinch domina la ciudad de Villa Quién con una falta de empatía por todos los Quienes. Es conocido por ser de una especie diferente a la de los Quienes, siendo declarado como un Que. El Grinch es interpretado por el actor Jim Carrey en la producción del año 2000 de El Grinch.
En el libro Horton escucha a Quién! , hay un alcalde en Villa Quién. En la película de acción real ¡Cómo el Grinch se robo la Navidad!, hay un alcalde llamado Augusto MayQuién, interpretado por Jeffrey Tambor. El actor Steve Carell interpreta al alcalde de Villa Quién en la película animada del año 2008 Horton y el mundo de los Quién!. En esta versión, se llama Ned McDodd, y vive con su esposa, 96 hijas y 1 hijo llamado Jo-Jo. Hay diferencias entre MayQuién y McDodd que son instantáneamente perceptibles: MayQuién es un hombre arrogante y pomposo que se considera a sí mismo como la única persona que vale la pena escuchar, mientras que McDodd es "devoto, justo, y un poco extraño".

## Adaptaciones

### Libros
El Dr. Seuss creó dos libros para niños presentando a los lectores el mundo mágico de Villa Quién. Su primera historia, Horton escucha a Quién!, fue publicado en 1954. Su segundo uso de Villa Quién estaba en la historia ¡Cómo el Grinch se robo la Navidad!, publicado en 1957. Ambos libros pasaron a ser uno de los trabajos más populares del Dr. Seuss.

### Broadway
Seussical, es un musical de Broadway producido por Lynn Ahrens y Stephen Flaherty en el año 2000. El musical es una colección de las historias más famosas del Dr. Seuss que se combinaron para representar una síntesis de su trabajo. La mayoría de los centros musicales se centran en la vida en Villa Quién, especialmente el concurso de Navidad de Quienes y Horton el elefante. Ambos temas se basaron en las tramas de ¡Cómo el Grinch se robo la Navidad! y Horton escucha a quien!.

### Parques temáticos
Universal Orlando Resort respalda el trabajo del Dr. Seuss al atribuirle una sección del parque de diversiones. Dentro de Islands of Adventure, hay un componente designado para la ciudad de Villa Quién. En la ciudad, los visitantes de Universal Orlando Resort pueden interactuar con los personajes y explorar el parque temático.

### Películas y televisión
El programa de televisión ¡Cómo el Grinch robó la Navidad! era un segmento de 26 minutos originalmente transmitido por la CBS en 1966. En el año 2000, ¡Cómo el Grinch robó la Navidad! se convirtió en una película, que se convirtió en la primera historia del Dr. Seuss en una película presentada. Además, ¡Horton escucha a Quién! fue adaptado en un segmento de televisión de 26 minutos en 1970. En 2008, Horton escucha a Quién! se convirtió en una película de larga duración.